# Blanioonops patellaris
Genre
Espèce
Blanioonops patellaris, unique représentant du genre Blanioonops, est une espèce d'araignées aranéomorphes de la famille des Oonopidae.

## Distribution
Cette espèce se rencontre dans des grottes en Afrique de l'Est,.

## Description
Cette espèce est anophtalme.

## Publication originale
- Simon & Fage, 1922 : Araneae des grottes de l'Afrique orientale. Biospeologica, XLIV. Archives de zoologie expérimentale et générale, vol. 60, p. 523-555 (texte intégral).